# Commanderie de Montiracle
La commanderie de Montiracle est une commanderie templière puis hospitalière située sur la commune de Villemoirieu dans le département de l'Isère.

## Historique
La commanderie de Montiracle fut construite au XIIIe siècle. La première mention est un hommage de Guiffrey de Virieu datant de 1276. Elle dépendait de l'ordre du Temple de Lyon. Mais lors de la dévolution des biens de l'ordre du Temple elle est devenue hospitalière.
La maison forte fut agrandie sous le gouvernement de Guillaume de Lastic (1436-1439). Les armoiries de Guillaume de Lastic se trouvent au-dessus de la porte d'entrée et sur une cheminée.
Elle a été bâtie sur un promontoire remarquable au centre d'une petite plaine qui selon son étymologie a été utilisée très tôt à des fins religieuses. 
On peut supposer des dépendances à Chozeau (bâtiments) et jusqu'au Petit Meyzieu attenant (commune de Veyssillieu) comme le laisse supposer la rue templier pinusas.

## Étymologie
Montiracle, du latin mons-oraculi, mont des oracles peut être rattaché à la période romaine ou à une activité druidiques gauloise postérieure.[réf. nécessaire]

## Musée de minéralogie
Depuis août 2012, le propriétaire du bâtiment, Jean-Claude Peyrieux, lui-même passionné de minéralogie, y a installé un musée privé de minéralogie et de cristallographie baptisé Minéralogica.
Il y présente plus de 1200 échantillons.  